# Irish Regiment of Canada
Le Irish Regiment of Canada (littéralement le « Régiment irlandais du Canada ») est un régiment d'infanterie de la Première réserve de l'Armée canadienne. Il fait partie du 33e Groupe-brigade du Canada et est stationnée à Sudbury en Ontario. Il a originellement été fondé en 1915 à Toronto, mais le régiment actuel à Sudbury a été créé en 1965 par la conversion du 58th Field Artillery Regiment, RCA (littéralement le « 58e Régiment d'artillerie de campagne, ARC »). En 1931, il est devenu le seul régiment irlandais au monde portant le kilt au monde en adoptant leur propre tartan appelé « O'Saffron ». Ses membres portent également le caubeen (en), un couvre-chef commun aux régiments irlandais.

## Histoire
| Nom                                                   | Date               |
| ----------------------------------------------------- | ------------------ |
| Création du régiment d'infanterie à Toronto           | 15 octobre 1915    |
| 110th Irish Regiment                                  | 1er janvier 1916   |
| The Irish Regiment                                    | 1er mai 1920       |
| The Irish Regiment of Canada                          | 1er septembre 1932 |
| The Irish Regiment of Canada (Machine Gun)            | 15 décembre 1936   |
| The Irish Regiment of Canada                          | 12 août 1940       |
| 2nd (Reserve) Battalion, The Irish Regiment of Canada | 7 novembre 1940    |
| The Irish Regiment of Canada                          | 31 janvier 1946    |
| The Irish Regiment of Canada (Sudbury)                | 15 mars 1965       |
| Irish Regiment of Canada                              | 20 novembre 1975   |

La création du régiment à Toronto en Ontario a été autorisée le 15 octobre 1915. Le 1er janvier 1916, ce régiment fut baptisé « 110th Irish Regiment » (littéralement le « 110e Régiment irlandais »). Le 1er mai 1920, il fut rebaptisé en « The Irish Regiment », puis, le 1er septembre 1932, en « The Irish Regiment of Canada ». Le 15 décembre 1936, il fusionna avec les quartiers généraux et la compagnie A du 1st Machine Gun Battalion, CMGC et fut alors renommé en « The Irish Regiment of Canada (Machine Gun) ».
Dans la foulée de la Seconde Guerre mondiale, le 26 août 1939, des éléments du régiment furent mobilisés et mis en service actif le 1er septembre sous le nom de « The Irish Regiment of Canada (Machine Gun), CASF (Details) ». Ce dernier servait à fournir de la protection locale. Le 24 mai 1940, le régiment mobilisa The Irish Regiment of Canada (Machine Gun), CASF pour le service actif. Le 12 août suivant, ce dernier fut renommé en «  The Irish Regiment of Canada, CASF » tandis que le régiment réadopta le nom de « The Irish Regiment of Canada ». Le 7 novembre 1940, l'unité en service fut renommée en « 1st Battalion, The Irish Regiment of Canada, CASF » tandis que l'unité qui n'est pas en service actif devint le 2nd (Reserve) Battalion, The Irish Regiment of Canada.
Le 28 octobre 1942, le 1st Battalion s'embarqua pour la Grande-Bretagne. Le 10 novembre 1943, il se rendit en Italie en tant que composante de la 11e Brigade d'infanterie de la 5e division blindée canadienne. Entre le 20 et le 27 février 1945, il se rendit dans le Nord-Ouest de l'Europe avec le 1er Corps canadien où il combattit jusqu'à la fin du conflit. Le 31 janvier 1946, le bataillon outre-mer fut dissous et le bataillon au Canada réadopta alors le nom de « The Irish Regiment of Canada ». Le 10 février 1965, le régiment fut réduit à un effectif nul et transféré à l'ordre de bataille supplémentaire. Le 15 mars suivant, il fusionna avec le 58th (Sudbury) Field Artillery Regiment, RCA qui fut alors convertie en une unité d'infanterie. La nouvelle unité adopta le nom de « 2nd Battalion, The Irish Regiment of Canada (Sudbury) » tandis que l'unité de l'ordre de bataille supplémentaire devint le 1st Battalion, The Irish Regiment of Canada. Le 20 novembre 1975, le régiment adopta son nom actuel, soit « Irish Regiment of Canada ».

## Perpétuations
Le Irish Regiment of Canada perpétue l'histoire de cinq unités de la Première Guerre mondiale : les 180th et 208th "Overseas" Battalion, CEF, le 1st Battalion, CMGC, CEF, la 30th "Overseas" Field Battery, CFA, CEF et la 53rd "Overseas" Depot Battery, CFA, CEF.
La 30th "Overseas" Field Battery, CFA, CEF fut créée le 20 avril 1915 et s'embarqua pour la Grande-Bretagne le 5 février 1916. Le 14 juillet de la même année, elle débarqua en France en tant que composante de la 8th Army Brigade, CFA, CEF à laquelle elle fournissait un appui d'artillerie de campagne en France et en Belgique jusqu'à la fin du conflit. Le 15 juillet 1916, les 180th et 208th "Overseas" Battalion, CEF ainsi que la 53rd "Overseas" Depot Battery, CFA, CEF furent créés. La 53rd Depot Battery s'embarqua pour la Grande-Bretagne le 19 septembre suivant tandis que le 180th Battalion le fit le 14 novembre. Le 6 janvier 1917, le personnel du 180th Battalion fut transféré au 3rd Reserve Battalion, CEF qui servait à fournir des renforts aux troupes canadiennes en campagne. Le 3 mai 1917, le 208th Battalion se rendit à son tour en Grande-Bretagne où il fournit des renforts aux troupes canadiennes au front jusqu'au 3 janvier 1918 lorsque son personnel fut transféré aux 2nd et 8th Reserve Battalion, CEF qui servaient également à fournir des renforts. Le 21 mai suivant, le 180th Battalion fut dissous. Le 21 août de la même année, la 53rd Battery débarqua en France en tant que composante de la 13th Brigade, CFA, CEF à laquelle elle fournissait un appui d'artillerie de campagne en France et en Belgique jusqu'à la fin du conflit. Le 208th Battalion fut dissous le 30 août 1920 tandis que les 30th et 53rd Battery furent dissoutes le 1er novembre de la même année.

## Symboles et traditions
L'insigne du Irish Regiment of Canada est une étoile diamantée d'or chargée d'une harpe d'argent ornée de la sirène d'Erin accompagnée en pointe d'un listel de sinople lisérée d'argent portant l'inscription « Fíor go bás », la devise régimentaire, en lettres majuscules d'argent avec la couronne royale au naturel brochant sur le rai supérieur de l'étoile. La devise en irlandais signifie « fidèle jusqu'à la mort ». L'étoile diamantée est une forme d'étoile couramment utilisée au XIXe siècle pour les insignes des régiments d'infanterie. La harpe ornée de la sirène d'Erin est un symbole de l'Irlande tandis que la couronne royale rappel le service au souverain du Canada. La marche régimentaire du Irish Regiment of Canada est Garry Owen, une chanson de quickstep pour la danse irlandaise qui a été reprise comme marche par plusieurs unités militaires au Royaume-Uni, au Canada et aux États-Unis. Le Irish Regiment of Canada est l'unique régiment irlandais au monde portant le kilt. En effet, depuis 1931, ses membres portent le kilt et le régiment a son propre tartan nommé « O'Saffron ». Ils portent également le caubeen (en), un couvre-chef couramment porté par les régiments irlandais. Le Irish Regiment of Canada est affilié avec The Royal Irish Regiment de la British Army.